# Чемпионат России по греко-римской борьбе 2025
Чемпионат России по греко-римской борьбе 2025 года прошёл в городе Омск с 5 по 7 июня на арене G-Drive.

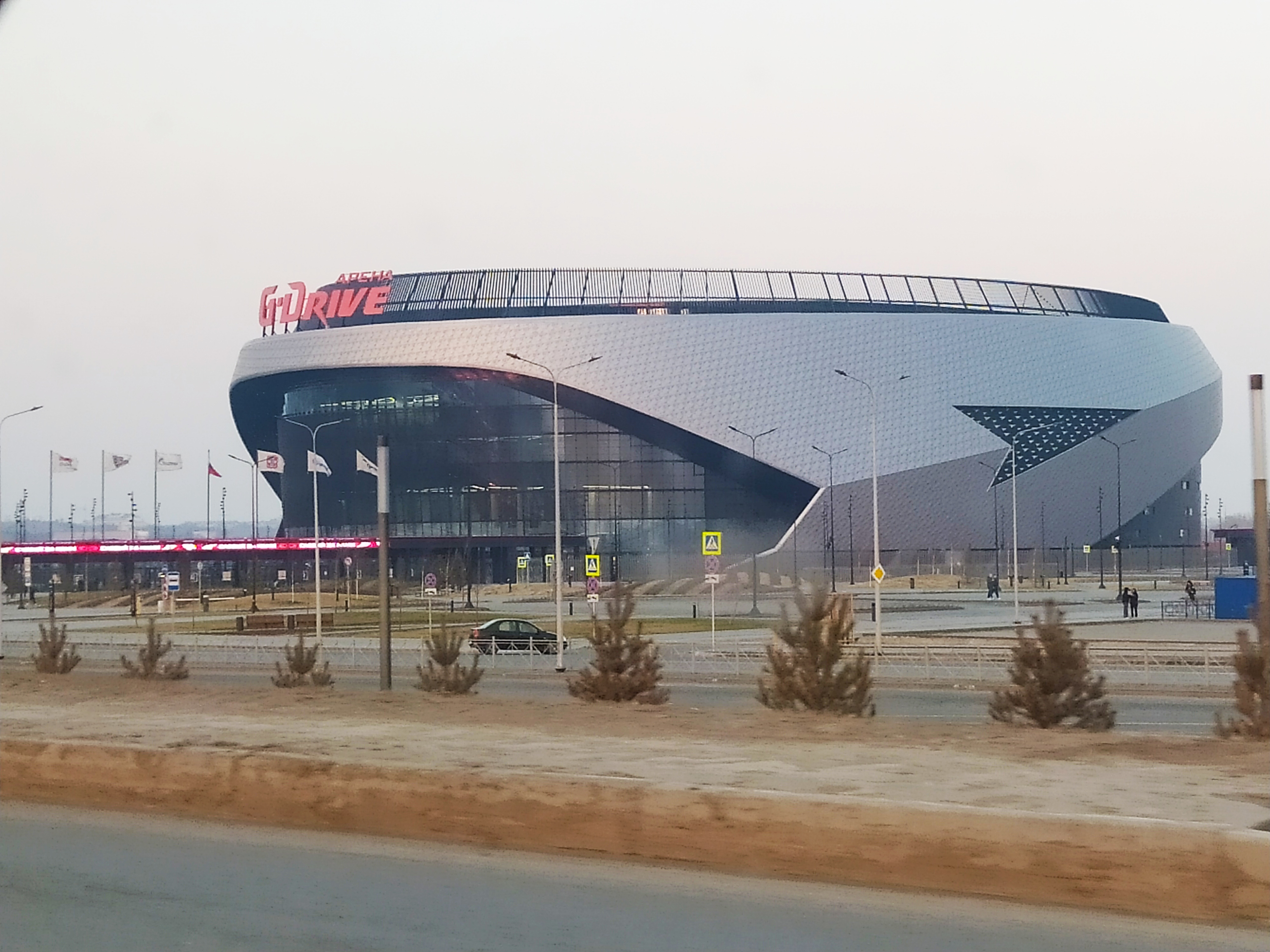
G-Drive Арена, которая принял чемпионат России.

## Медалисты[3]
| Категория | Золото                                  | Серебро                                   | Бронза                                                                                        |
| --------- | --------------------------------------- | ----------------------------------------- | --------------------------------------------------------------------------------------------- |
| до 55 кг  | Алибек Амиров · Московская область      | Виктор Ведерников · Новосибирская область | Виталий Кабалоев · Мордовия · Кабардино-Балкария Мавлуд Ризманов · Ростовская область         |
| до 60 кг  | Садык Лалаев · Московская область       | Анвар Аллахьяров · Москва                 | Андрей Иванов · Рязанская область Довуджон Тошев · Санкт-Петербург                            |
| до 63 кг  | Сергей Емелин · Мордовия                | Жамболат Локьяев · Мордовия               | Баатыр Ечешев · Республика Алтай Рахман Тавмурзаев · Ханты-Мансийский автономный округ — Югра |
| до 67 кг  | Максим Новичихин · Алтайский край       | Марат Гарипов · Санкт-Петербург           | Астемир Бижоев · Московская область Ашот Егизаров · Краснодарский край                        |
| до 72 кг  | Данил Григорьев · Московская область    | Ильяс Яндаров · Чечня                     | Адам Гигиев · Чечня Камиль Ахметвалеев · Самарская область                                    |
| до 77 кг  | Сергей Степанов · Новосибирская область | Евгений Байдусов · Нижегородская область  | Ислам Барахоев · Свердловская область Сергей Кутузов · Тюменская область                      |
| до 82 кг  | Ислам Алиев · Краснодарский край        | Рафаэль Юнусов · Севастополь              | Адлет Тюлюбаев · Московская область Хамид Исаев · Чечня                                       |
| до 87 кг  | Алан Остаев · Краснодарский край        | Милад Алирзаев · Дагестан                 | Имам Алиев · Чечня Руслан Гусейнов · Новосибирская область                                    |
| до 97 кг  | Артур Саргсян · Владимирская область    | Адлан Амриев · Башкортостан               | Азамат Сеитов · Севастополь Илья Ермоленко · Ростовская область                               |
| до 130 кг | Марат Кампаров · Москва                 | Нохчо Лабазанов · Башкортостан            | Осман Шадов · Москва Виталий Щур · Кемеровская область                                        |